# 陳招娣
陳招娣（1955年4月15日—2013年4月1日）是浙江杭州人，前中國女排主力接应二传。北京体育学院毕业。中国人民解放军少将军衔，去世前任中国人民解放军总政治部宣传部副部长（副军级）。身高1.82米，以心理素質好，臨場發揮穩定見稱，擅長攔網、扣球，是中国女排1980年代“5連冠”時的選手。

## 生平
1955年，陈招娣生于杭州。曾就读于杭十中。中学时代，她便崭露运动天赋。在一次杭州中学生田径运动会跳高比赛上，陈招娣极佳的弹跳力给浙江省队教练留下了很深的印象。1970年12月，浙江女排组队，11名新队员中，包括年仅15岁的陈招娣。由此，陈招娣开始了排球生涯。1972年，到北京入选北京体院青训队。1973年入选八一女排。1976年入选袁伟民执教的女排国家队，担任二传和接应。
陈招娣是1980年代中国女排五连冠时期的主力接应二传，曾获1981年世界杯冠军、1982年世锦赛冠军及亚运会冠军。作为中国女排的主力接应，陈招娣不仅技术出色，2、3号位进攻手段多，而且防守出色，其拼搏精神更是在排球场上享有盛誉。
1978年，从国家女排回八一女排打全国甲级联赛时，陈招娣的左臂桡骨首次受伤。1979年6月亚洲俱乐部冠军日本日立队访华时，与中国女排在太原比赛，陈招娣在比赛拦网时被隔网相对的奥岛圭子大力扣中受伤部位，导致桡骨骨折。两个月后举行的第四届全运会上，陈招娣以绷带吊住左臂，带伤出战，单手比赛，由此有了“独臂将军”的美誉。
1983年，陈招娣退役后，入北京体育学院学习。毕业后，先后担任八一女排、国家青年女排的主教练。陈招娣在部队工作一段时间后，1989年初，中国女排重建，国家体委有意借调陈招娣担任领队，海南省则任命陈招娣为文体厅副厅长。此时，陈招娣的丈夫已赴海南发展，但陈招娣毅然选择重回中国女排，受命担任中国女排领队。直到1992年底，陈招娣才返回中国人民解放军总政治部宣传部，出任文化体育局局长。1998年，陈招娣因直肠癌接受手术。2006年7月13日，陈招娣晋升少将军衔。当年王治郅为在NBA而不回国，后来王治郅能顺利回归中国男篮，陈招娣起了重要作用。2008年北京奥运会期间，陈招娣与宋世雄搭档解说中国女排的比赛。2013年春节过后，陈招娣病情恶化，一直在中国人民解放军总医院治疗，直至逝世。
2013年4月1日，陈招娣因患癌症病逝，享年57岁。她是1980年代中国女排五连冠的队员中首位去世的队员。

## 主要成绩
- 1981年第三届女子排球世界杯冠军
- 1982年第九届世界女子排球锦标赛冠军

## 家庭
- 丈夫：郭晓明
- 女儿：郭晨